# Њубери (Онтарио)
Њубери (енгл. Newbury) је село у Канади у покрајини Онтарио. Према резултатима пописа 2011. у селу је живело 447 становника.

## Становништво
Према резултатима пописа становништва из 2011. у граду је живело 447 становника, што је за 1,8% више у односу на попис из 2006. када је регистровано 439 житеља.
| 2006. | 2011. |
| ----- | ----- |
| 439   | 447   |